# FairPlay
FairPlay est le nom de la technique de gestion numérique des droits (DRM) d'Apple.
Sa restriction est d'empêcher que les fichiers protégés achetés avec un compte iTunes Store soient lus sur d'autres ordinateurs que ceux autorisés (cinq maximum). En effet, tout le contenu protégé acheté à partir d'un même compte iTunes Store ne peut être lu que sur cinq ordinateurs autorisés. Mais cette protection peut être ajustée à souhait car iTunes permet d'autoriser un ordinateur ou d'enlever son autorisation de lire ces fichiers. À titre de comparaison, les DRM de Microsoft ne peuvent pas autoriser un autre ordinateur que celui qui a téléchargé la licence d'utilisation à lire un fichier audio protégé sauf si le vendeur de musique autorise plusieurs licences, mais ces assignations sont permanentes. 

## Apple et les DRM
Steve Jobs, dans une lettre ouverte publiée le 6 février 2007 sur le site d'Apple, demande l'abandon des DRM. 
Il faut rappeler qu'Apple a été sommé d'ouvrir son système de DRM FairPlay à la concurrence et de permettre en particulier la lecture des morceaux achetés sur iTunes sur d'autres lecteurs audio que l'iPod. Dans le cas contraire, certains pays pourraient interdire à Apple de commercialiser de la musique via iTunes Store.
Apple se refuse à diffuser les informations nécessaire à cette interopérabilité en argumentant qu'une telle diffusion augmenterait les fuites et ainsi les risques de contournement, rendant cette protection inefficace.
Pour Steve Jobs, ces DRM n'empêchent pas réellement la copie des œuvres musicales. En effet énormément de CD audio sont encore vendus et il est relativement facile de les convertir en MP3. De plus les DRM représentent une limitation et une gêne pour les utilisateurs ayant légalement acheté leur musique.
En janvier 2009, Apple annonce la suppression des DRM FairPlay sur toute la musique de son site iTunes Store. Les DRM restent toutefois présents sur les ebooks et vidéogrammes vendus, ainsi que sur les applications destinés à être exécutés sur iPod touch, iPhone ou iPad.